# 10650 Гаутман
10650 Гаутман (10650 Houtman) — астероїд головного поясу, відкритий 24 вересня 1960 року.
Тіссеранів параметр щодо Юпітера — 3,631.